# Shin-hanga
Shin-hanga (新版画?, letteralmente "nuove stampe" o "nuove silografie") è stato un movimento artistico giapponese che si è sviluppato all’inizio del XX secolo, durante il periodo Taishō e il periodo Shōwa e che ha rivitalizzato la stampa silografica tradizionale ukiyo-e, la cui massima espressione e diffusione si realizzò tra il XVII e il XIX secolo.

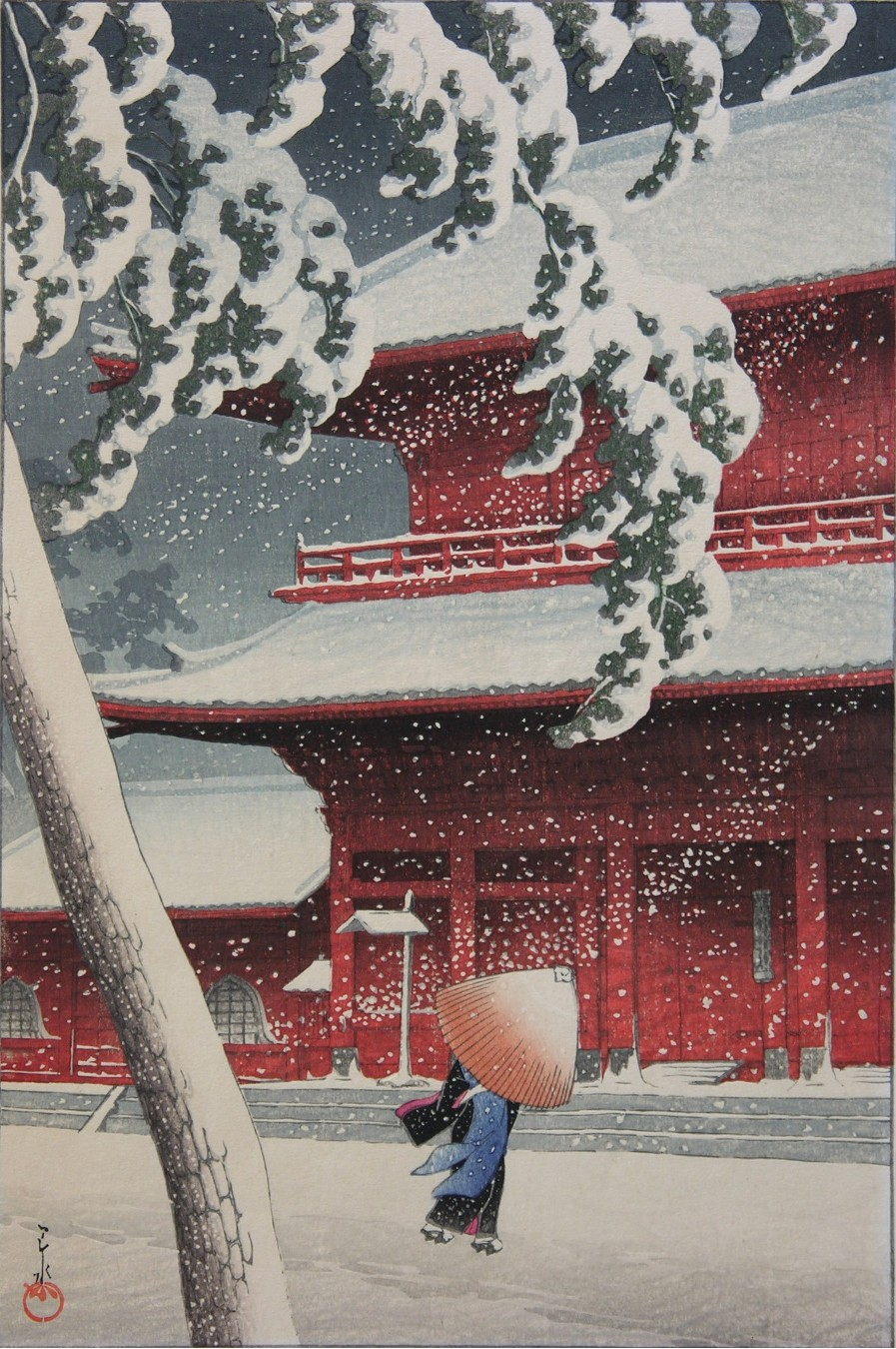
Il tempio Zōjōji a Shiba, di Kawase Hasui (1925)

Questo movimento artistico sosteneva l’organizzazione tradizionale di realizzazione di silografie ukiyo-e, una modalità di realizzazione collaborativa (sistema hanmoto) in cui l’artista era l’ideatore e disegnatore, ma non minore importanza avevano l’incisore, lo stampatore e l’editore, ciascuno impegnato con il proprio ruolo e la propria abilità professionale in una sorta di divisione del lavoro, alla realizzazione e diffusione delle silografie.
Il movimento shin-hanga si poneva in opposizione alla corrente contemporanea dello sōsaku-hanga o della stampa d’arte che sosteneva il principio del "disegnato in proprio" (jiga), "inciso in proprio" (jikoku) e "stampato in proprio" (jizuri), nella convinzione che la stampa artistica dovesse esprimere totalmente ed esclusivamente il sentimento e le capacità tecniche e professionali dell’artista che era il solo creatore dell’opera e che pertanto dovesse affrontare compiutamente tutte le fasi del processo di realizzazione di una silografia: ideazione, disegno, incisione su tavole, inchiostrature e stampa.

## Storia
Il movimento dello shin-hanga fu attivo tra il 1915 e il 1942, sebbene sia stato ripreso brevemente tra il 1946 e gli anni cinquanta.
Il termine shin-hanga fu coniato nel 1915 da Watanabe Shōzaburō (1885–1962), il più importante editore di shin-hanga del periodo, allo scopo di differenziare questo movimento dall’insieme della produzione di ukiyo-e che si era fatta nel tempo arte commerciale, orientata principalmente all’esportazione negli Stati Uniti.
Le silografie Shin-hanga infatti erano prodotte in gran parte per il mercato occidentale attraverso il sostegno e la promozione di commercianti d’arte quali Robert O. Muller (1911-2003), e facevano appello ad una visione nostalgica e romantica del Giappone; ebbero all’estero grande popolarità.

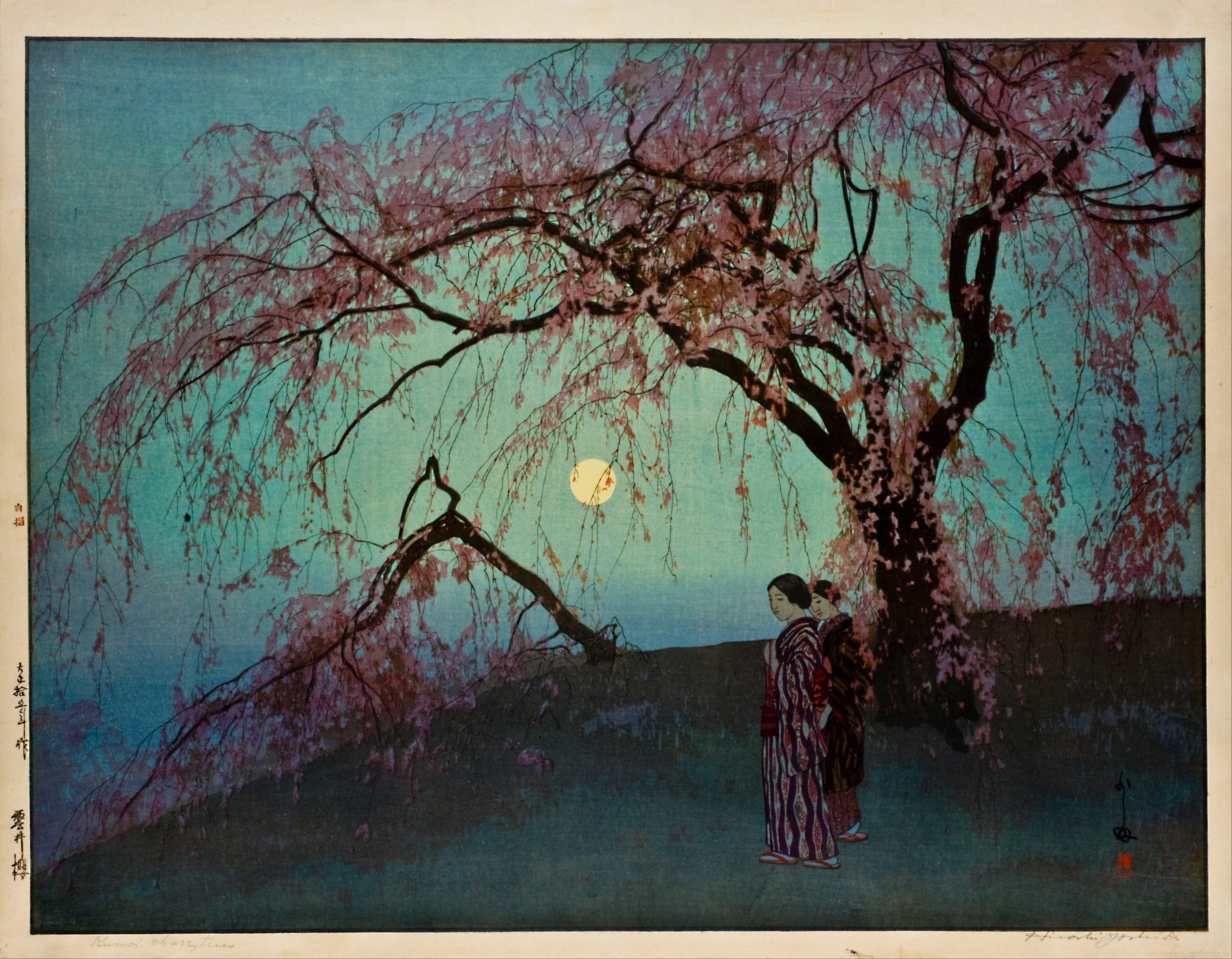
Fioritura dei ciliegi a Kumoi, di Hiroshi Yoshida (1920)

Negli anni venti del Novecento furono pubblicati numerosi articoli sullo shin-hanga nelle riviste specializzate europee e statunitensi, quali The International Studio, Studio, Art News e The Art Digest che contribuirono alla conoscenza ed affermazione del movimento in occidente.
Nel 1921 si tenne a Tokyo la mostra Shinsaku-hanga Tenrankai ("Mostra della nuova stampa creativa"); furono poste in mostra 150 opere di 10 autori. Nel 1930 e nel 1936, si tennero due ulteriori importanti mostre di arte shin-hanga al Museo d’arte Toledo in Ohio che furono una grande vetrina delle stampe shin-hanga contemporanee. Per ironia, mancava in Giappone un forte mercato interno di silografie shin-hanga. Le stampe ukiyo-e erano considerate dai giapponesi dei prodotti commerciali di massa a differenza della concezione occidentale che durante il giapponismo le considerava opere artistiche. 
Dopo alcuni decenni di modernizzazione e occidentalizzazione operate durante il periodo Meiji, architettura, arti e costumi cominciarono ad avvicinarsi ai modi occidentali. Gli studenti giapponesi dei corsi ad indirizzo artistico incominciavano ad essere indirizzati alla cultura occidentale; si introdusse l’insegnamento della pittura ad olio e lo stile yōga)fu conosciuto ed ottenne un riconoscimento formale alle esposizioni del Bunten (esposizioni ufficiali delle arti promosse dal Ministero dell’Educazione). Grande enfasi veniva data al realismo attraverso lo studio e la valorizzazione della prospettiva, dell’ombreggiatura e l’accuratezza anatomica.

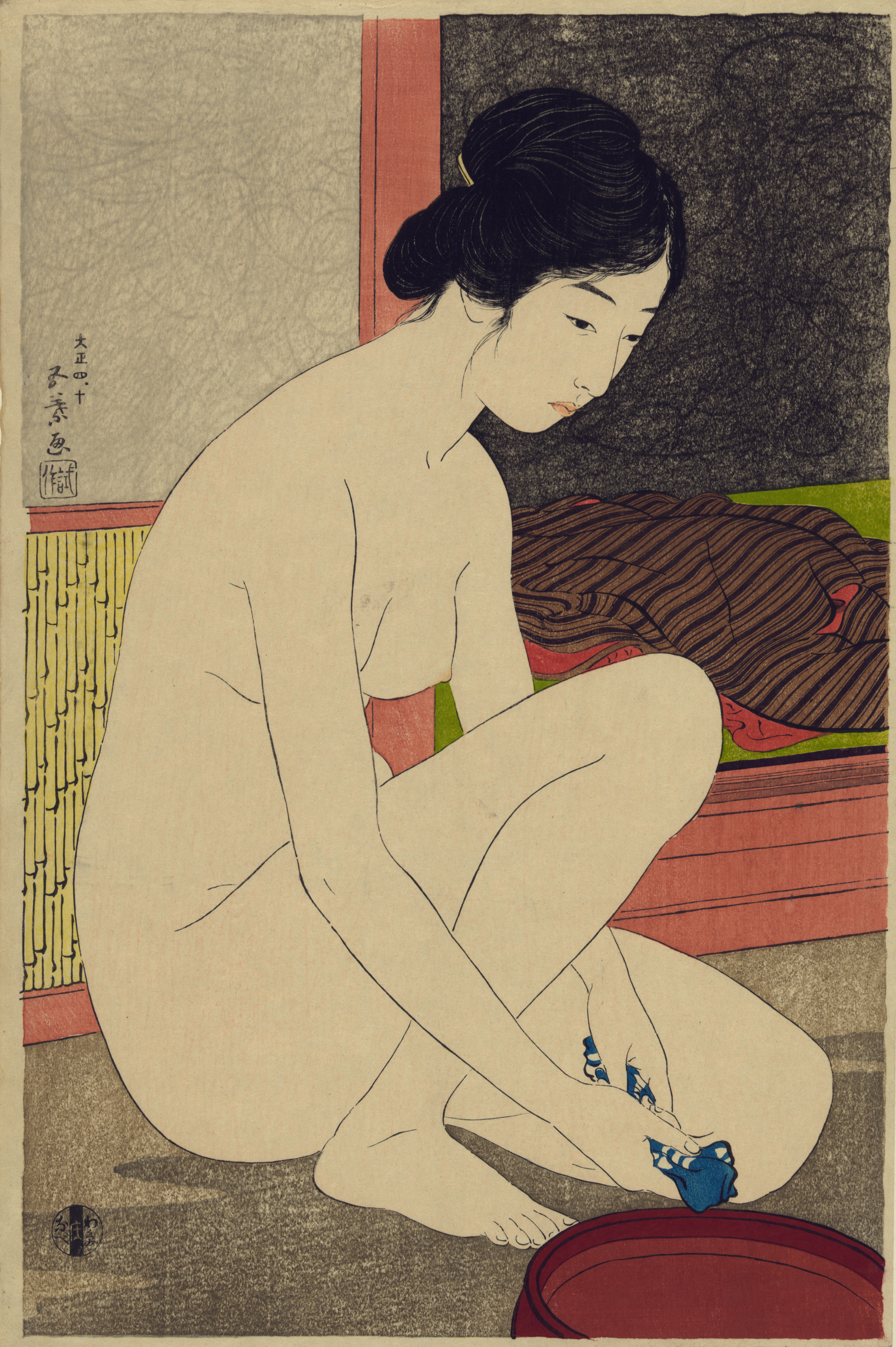
Donna al bagno, di Hashiguchi Goyō (1915)

Le stampe Shin-hanga, d’altra parte erano considerate un sottogenere di un’arte ormai superata, l’ ukiyo-e e furono accantonate in favore di nuove arti espressive quali la scultura e la pittura ad olio. 
Lo Shin-hanga declinò quando il governo militare rafforzò il controllo sulle arti e la cultura durante gli anni della guerra. Nel 1943 fu istituita una commissione ufficiale di controllo della pittura di guerra e i materiali per la realizzazione di oggetti artistici furono razionati e contemporaneamente la richiesta di stampe giapponesi da parte dei mercati stranieri crollò drasticamente.
Lo Shin-hanga non recuperò mai nel dopoguerra la popolarità e diffusione ottenuta negli anni precedenti. Invece il movimento sōsaku-hanga si affermò come il vero erede della tradizione silografica dell'ukiyo-e e raggiunse prestigio e popolarità sulla scena artistica internazionale.

## Soggetti e tecniche
Per influsso dell’Impressionismo europeo, gli artisti acquisirono alcuni elementi dell’arte occidentale quali gli effetti di luce ma si dedicarono sempre a soggetti e temi strettamente tradizionali: il paesaggio (fukeiga), luoghi famosi del Giappone (meishō), belle donne (bijinga), attori del teatro kabuki (yakusha-e) e fiori e uccelli (kachō-e).
La visione nostalgica e romantica del Giappone che gli artisti della corrente shin-hanga proponevano esprimeva la percezione del proprio ambiente in una fase di grandi trasformazioni. La maggior parte delle stampe di paesaggio (che costituiva il 70% del complesso delle stampe shin-hanga) riproduceva luoghi tranquilli e immersi in una luce velata e soffusa. 
Alcuni artisti, tra cui Kawase Hasui (1883–1957), presentavano atmosfere sognanti, valorizzando le radici rurali e la calda architettura tradizionale in legno che stava completamente sparendo dal paesaggio urbano di Tokyo e delle grandi città.

## Shin-hanga e Ukiyo-e
Shin-hanga è spesso definito come movimento "neo-ukiyo-e" sorto all’ombra della tradizione dell'ukiyo-e.
Se effettivamente le stampe shin-hanga conservano della tradizione i soggetti e gli ambienti, occorre precisare che le tecniche e l’ispirazione sono piuttosto differenti.
Influenzati dal realismo dell’arte occidentale, gli artisti shin-hanga crearono uno stile ibrido che combinava soggetti tradizionali e tratto moderno. L’uso naturalistico della luce, colori delicati, linee di profilo colorate, tridimensionalità, rappresentazione della profondità dello spazio costituirono innovazioni artistiche di rottura con la tradizione dell'ukiyo-e.

## Shin-hanga e Sōsaku-hanga
Il movimento dello shin-hanga è spesso definito in opposizione al movimento  sōsaku-hanga (movimento per la stampa creativa) che ebbe inizio negli anni 10 del XX° secolo e sviluppo contemporaneo. 
Mentre gli artisti del sōsaku-hanga proclamavano i principi del "self-drawn" (jiga), "self-carved" (jikoku) and "self-printed" (jizuri), in quanto l’artista deve fare proprie tutte le fasi del processo creativo che conduce alla realizzazione di una stampa e quindi non solo il disegno iniziale, gli artisti del movimento shin hanga continuarono a condividere il processo di realizzazione delle stampe con incisori, stampatori ed editori. 
Il nocciolo del divario tra shin-hanga e sōsaku-hanga è il dibattito su cosa costituisca una stampa d’arte. Gli artisti dello Shin-hanga e i relativi editori credevano che i propri lavori fossero opere artistiche quanto quelle realizzate dagli artisti sōsaku-hanga seppure realizzate all’interno di un processo di divisione delle fasi di realizzazione.

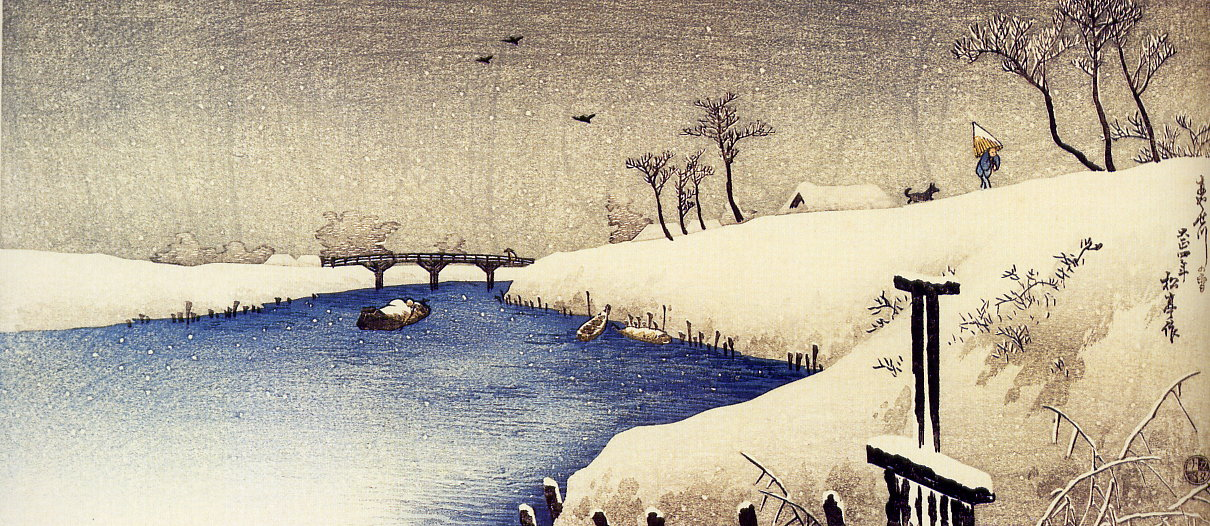
Neve sul fiume Aiase, di Takahashi Shōtei (1915)

Nel 1921, Watanabe Shōzaburō utilizzò anche il termine  shinsaku-hanga ("nuove stampe") proprio per sottolineare gli aspetti creativi dello shin-hanga.
In un più ampio contesto, la dicotomia tra shin-hanga e sōsaku-hanga non era che una delle tante tensioni e dibattiti sulla scena artistica giapponese durante i decenni del periodo della modernizzazione, imperniati sui temi dell’occidentalizzazione e internazionalizzazione del paese.  Parallelamente all’antagonismo shin-hanga/sōsaku-hanga era presente l’opposizione tra il movimento per la pittura tradizionale  (nihonga) e le scuole pittoriche di orientamento occidentalizzante (Yōga), oltre al fiorire di numerose correnti artistiche quali futurismo, avanguardia, realismo socialista, e il movimento mingei (arte popolare), tutti alla ricerca di affermazione sulla scena artistica nel periodo tra il 1910 e il 1935 prima del sorgere del militarismo in Giappone.

## Artisti di rilievo
- Itō Shinsui (1898-1972)
- Kawase Hasui (1883-1957)
- Hashiguchi Goyō (1880-1921)
- Kiyokata Kaburagi (1878-1972)
- Hakuhō Hirano (1879-1957)
- Hiroshi Yoshida (1876-1950)
- Ohara Koson (1877-1945)
- Torii Kotondo (1900-1976)
- Natori Shunsen (1886-1960)
- Takahashi Shōtei (1871-1945)

- Yamamura Toyonari
- Shiro Kasamatsu (1898-1991)
- Takeji Asano (1900-1998)
- Koichi Okada (? - ?)
- Tsuchiya Koitsu (1870-1949)
- Masamitsu Ota (conosciuto anche come Ota Gako) (1892-1975)
- Tsuchiya Rakusan (?)
- Yamakawa Shūhō (1898-1944)

## Artisti stranieri di shin-hanga
Già all’inizio del XX secolo numerosi artisti stranieri presenti sul territorio giapponese si avvicinarono alla silografia giapponese e, spesso a seguito dell’incontro con Watanabe Shozaburo, si cimentarono nella realizzazione di stampe tratte dal proprio repertorio di disegni e acquarelli con il supporto degli incisori e stampatori del laboratorio di Watanabe. 
Tra questi:
- Elizabeth Keith (1887-1956)
- Charles W Bartlett (1860 – 1940)
- Paul Jacoulet (1896–1960)

- Friedrich Capelari (1884 – 1950)
- Helen Hyde (1868-1919)
- Bertha Lum (1869-1954)